# Carl Wilhelm Mehliß
Carl Wilhelm Mehliß, auch Carl Wilhelm Mehliss, (* 1806; † 1847) war ein deutscher Mediziner, Chirurg sowie Anatom. 
Mehliß war Autor und wirkte zudem als Leibarzt des deutschen Kaisers Wilhelm I. In seinen letzten Lebensjahren praktizierte er als Kreisphysikus in Eisleben.

## Werke
- Helcographiae specimen, Diss., 1830.
- Über Virilescenz und Rejuvenescenz thierischer Körper, 1838.
- Die Krankheiten des Zwerchfells des Menschen, 1845.